# Wólka Grodziska (gmina)
Wólka Grodziska (lub Wulka Grodiska, od 1870 Grodzisk) – dawna gmina wiejska istniejąca w XIX wieku w guberni warszawskiej. Siedzibą władz gminy była Wólka Grodziska.
Za Królestwa Polskiego gmina Wólka Grodziska należała do powiatu grodziskiego, a od 1867 powiatu błońskiego w guberni warszawskiej.
28 sierpnia 1870 do gminy przyłączono pozbawiony praw miejskich Grodzisk, po czym gminę przemianowano na gminę Grodzisk.